# VdB 49
vdB 49 est une nébuleuse par réflexion visible dans la constellation d'Orion.
L'identification de sa position est aisée : on peut partir de la ligne reliant Bételgeuse et Bellatrix, s'arrêter à mi-chemin et continuer vers le sud en direction de la ceinture d'Orion, jusqu'à trouver une étoile de quatrième magnitude, cataloguée ω Orionis, qui est l'étoile responsable de l'illumination de la nébuleuse. Il s'agit d'une géante bleue de classe spectrale B3IIIe, c'est-à-dire une étoile Be, dont la parallaxe égale à 2,19 ± 0,93 mas correspond à une distance d'environ 456 pc (∼1 490 al). L'objet est situé au bord de la boucle de Barnard, une grande nébuleuse en forme de demi-cercle dont le centre se situe approximativement dans la nébuleuse d'Orion. La structure serait causée par l'expansion d'une superbulle générée par le fort vent stellaire combiné des étoiles les plus massives de l'association OB Orion OB1b, dont les parois les plus proches du système solaire correspondent à la bulle de l'Eridan.